# Михаило Динић
Михаило Динић (Лучица код Пожаревца, 23. април 1899 — Београд, 12. мај 1970) био је српски историчар и академик САНУ. Највећи део научног рада посветио је истраживању српске средњовековне прошлости.

## Школовање и рани радови
Школовао се у родном месту, Пожаревцу и Београду. Прекинуо је школовање због Првог светског рата. Са српском војском повлачио се преко Албаније а потом наставља школовање у Француској. Историју и географију студирао је на универзитету у Монпељеу. Након повратка у Србију радио је као гимназијски професор у Крушевцу, Вршцу, Књажевцу, Винковцима, Земуну и Београду. У периоду од 1928. до 1930. усавршавао се у Бечу. Ментор му је био Карло Пал. Ту је докторирао са дисертацијом о средњовековном Срему. Добио је место на учитељској школи у Дубровнику. Ту је имао прилику да истражује у Дубровачком архиву. Пише прве научне радове, студије о Николи Алтомановићу (1932), крунисању Твртка I за краља (1932) и о ватреном оружју у Дубровнику и околним земљама.

## На Београдском универзитету
Његов рад приметили су водећи српски историчари тог времена. Станоје Станојевић га позива у Београд. Добио је 1934. место на
Београдском универзитету. У Београду је имао повољне услове за научни рад. Објављује радове о дубровачким трибутима (1935), караванској трговини (1937), земљама херцега од Светог Саве (1940). Године 1937. борави у Паризу где се упознаје са новим изворима. У овом периоду га посебно интересује Косовска битка.
Други светски рат прекинуо је Динићев научни рад. Он је, као резервни официр војске Краљевине Југославије, заробљен током Априлског рата. До краја рата боравио је у заробљеничким логорима где му је здравље нарушено.

## Најплоднији период
По завршетку рат враћа се на Београдски универзитет. Такође наставља своја архивска истраживања. Ово је најплоднији период његовог стваралаштва током кога настају бројне студије о најразличитијим темама из политичке и привредне историје, историјске географије и помоћних историјских наука. Објавио је монографије о државном сабору средњовековне Босне (1955), средњовековном рударству у Босни и Србији (1955, 1964) и о хумско-требињској властели (1967). За Кембричку историју средњег века написао је преглед историје Балкана од 11. до 15. века (1963). Такође се бавио и објављивањем изворне грађе. Поред појединачних докумената које је објављивао као прилоге уз своје радове објавио је више збирки докумената: одлуке дубровачких већа 1380 — 1389 (1951, 1964), грађу о робљу, патаренима, дубровачкој ковници и пословну књигу Лукаревића вођену у Новом Брду у три свеске под насловом Из дубровачког архива (1957 — 1967), грађу за историју средњовековног Београда (1951, 1958)
Добио је велики број научних признања. Био је редовни професор и декан Филозофског факултета у Београду. За дописног члана САНУ изабран је 1948. а за редовног 1955. године. Пензионисан је 1957. године али је наставио своја истраживања у Дубровачком архиву док год му је здравље то допуштало. Умро је 12. маја 1970. у Београду. Након смрти његова библиотека, рукописи са исписима из Дубровачке архиве пренети су у Народну библиотеку где чине посебну целину. Неки његови рукописи објављени су постхумно. Српска књижевна задруга објавила је у књизи Српске земље у средњем веку. Историјско географске студије 1978. године његове радове из области историјске географије.

## Значај
Његов обиман научни и педагошки рад извршио је снажан утицај на историографију о српској средњовековној прошлости. Наставио је најбоље традиције српске критичке историографије настојећи да продужи рад свог узора Константина Јиричека. 
Пратио је дешавања у светској историографији и у складу с њима настојао да развије, обогати и унапреди српску историјску науку. Значајно је што је истраживао теме које су биле готово запостављене (каравански саобраћај, ситно племство, ватрено оружје у српским земљама средњег века). Био је велики противник инструментализације историје чиме је значајно допринео континуитету научне историографије у српској науци.

### Одабрани радови
- Динић, Михаило (1931). „Средњевековни Срем”. Гласник Историског друштва у Новом Саду. 4 (1): 1—12.
- Динић, Михаило (1932). О Николи Алтомановићу. Београд: Српска краљевска академија.
- Динић, Михаило (1932). „О крунисању Твртка I за краља”. Глас Српске краљевске академије. 147: 135—145.
- Динић, Михаило (1934). „Словенска служба на територији Дубровачке републике у средњем веку”. Прилози за књижевност, језик, историју и фолклор. 14 (1-2): 50—65.
- Динић, Михаило (1935). „Дубровачки трибути: Могориш, Светодмитарски и Конавоски доходак, Провижиун браће Влатковића”. Глас Српске краљевске академије. 168: 203—257.
- Динић, Михаило (1936). „Поклад београдског митрополита Григорија из XV века”. Зборник за историју јужне Србије и суседних области. 1. Скопље: Скопско научно друштво. стр. 27—34.
- Динић, Михаило (1937). „Дубровачка средњевековна караванска трговина”. Југословенски историски часопис. 3 (1-2): 119—146.
- Динић, Михаило (1938). „Трг Дријева и околина у средњем веку”. Годишњица Николе Чупића. 47: 109—147.
- Динић, Михаило (1940). „Земље Херцега Светога Саве”. Глас Српске краљевске академије. 182: 151—257.
- Динић, Михаило (1940). „Три француска путописца XVI века о нашим земљама”. Годишњица Николе Чупића. 49: 85—118.
- Динић, Михаило (1948). „Један прилог за историју патарена у Босни”. Зборник Филозофског факултета. Београд. 1: 33—44.
- Динић, Михаило (1949). „О угарском ропству краља Уроша I”. Историски часопис. 1 (1948): 30—36.
- Динић, Михаило (1951). Одлуке већа Дубровачке републике: Acta consiliorum Republicae Ragusinae. 1. Београд: Научна књига.
- Динић, Михаило (1951). Грађа за историју Београда у средњем веку. 1. Београд: Град Београд.
- Динић, Михаило (1951). „Душанова царска титула у очима савременика”. Зборник у част шесте стогодишњице Законика цара Душана. Београд: Српска академија наука. стр. 87—118.
- Динић, Михаило (1951). „Област краља Драгутина после Дежева”. Глас Српске академије наука. 203: 61—82.
- Динић, Михаило (1951). „Три документа о Офичју штампаном ћирилицом 1512 године”. Историски часопис. 2 (1949-1950): 109—114.
- Динић, Михаило (1952). „Крстати грошеви”. Зборник радова Византолошког института. 1: 86—111.
- Динић, Михаило (1952). „Велики босански златник”. Историски часопис. 3 (1951-1952): 41—54.
- Динић, Михаило (1953). „Западна Србија у средњем веку”. Археолошки споменици и налазишта у Србији. 1. Београд: Археолошки институт. стр. 23—30.
- Динић, Михаило (1953). „Растислалићи: Прилог историји распадања Српског царства”. Зборник радова Византолошког института. 2: 139—144.
- Динић, Михаило (1955). Државни сабор средњевековне Босне. Београд: Научна књига.
- Динић, Михаило (1955). За историју рударства у средњевековној Србији и Босни. 1. Београд: Научна књига.
- Динић, Михаило (1955). „Однос између краља Милутина и Драгутина”. Зборник радова Византолошког института. 3: 49—82.
- Динић, Михаило (1955). „Око великог босанског златника”. Историски гласник. 8 (3-4): 149—157.
- Динић, Михаило (1955). „Три повеље из исписа Ивана Лучића”. Зборник Филозофског факултета. Београд. 3: 69—94.
- Динић, Михаило (1956). „За хронологију Душанових освајања византиских градова”. Зборник радова Византолошког института. 4: 1—11.
- Динић, Михаило (1957). Из Дубровачког архива. 1. Београд: Научно дело.
- Динић, Михаило (1958). Грађа за историју Београда у средњем веку. 2. Београд: Историски архив.
- Динић, Михаило (1958). „Српска владарска титула за време царства”. Зборник радова Византолошког института. 5: 9—19.
- Динић, Михаило (1960). „Дубровчани као феудалци у Србији и Босни”. Историски часопис. 9—10 (1959): 139—149.
- Динић, Михаило (1960). „Област Бранковића”. Прилози за књижевност, језик, историју и фолклор. 26 (1-2): 5—29.
- Динић, Михаило (1960). „Шпански најамници у српској служби”. Зборник радова Византолошког института. 6: 15—28.
- Динић, Михаило (1961). „Comes Constantinus”. Зборник радова Византолошког института. 7: 1—11.
- Динић, Михаило (1962). За историју рударства у средњевековној Србији и Босни. 2. Београд: Научно дело.
- Динић, Михаило (1962). „Повеље кнеза Десе о Мљету”. Прилози за књижевност, језик, историју и фолклор. 28 (1-2): 5—16.
- Динић, Михаило (1962). „Сокалници”. Прилози за књижевност, језик, историју и фолклор. 28 (3-4): 149—157.
- Динић, Михаило (1963). Из Дубровачког архива. 2. Београд: Научно дело.
- Динић, Михаило (1964). Одлуке већа Дубровачке републике: Acta consiliorum Republicae Ragusinae. 2. Београд: Научно дело.
- Динић, Михаило (1966). „О називима средњoвековне српске државе: Склавонија, Србија, Рашка”. Прилози за књижевност, језик, историју и фолклор. 32 (1-2): 26—34.
- Динић, Михаило (1967). Из Дубровачког архива. 3. Београд: Научно дело.
- Динић, Михаило (1967). Хумско-требињска властела. Београд: Српска академија наука и уметности.
- Динић, Михаило (1978). Српске земље у средњем веку: Историјско-географске студије. Београд: Српска књижевна задруга.
- Динић, Михаило (2003). Из српске историје средњегa века. Београд: Equilibrium.